# Abbey

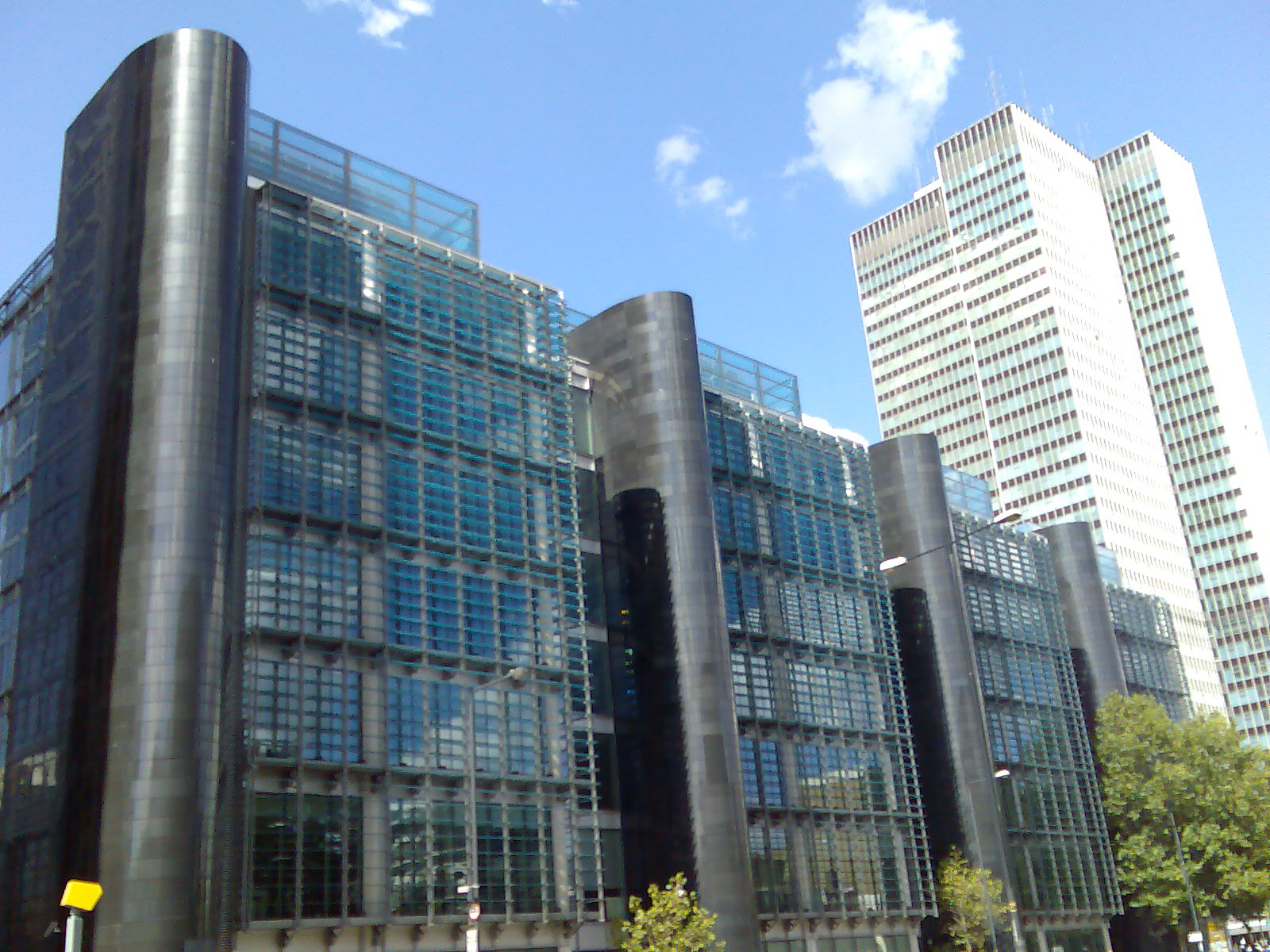
Oficinas del Banco Abbey en Londres.

El Banco Abbey fue el sexto banco más grande del Reino Unido y el segundo mayor prestamista hipotecario de Europa. Desde finales del año 2004, Abbey perteneció al Grupo Santander. Según la memoria del año 2006, el banco Abbey tenía 17.146 empleados en 712 oficinas, 190.512 millones de euros prestados y gestionaba 205.860 millones de euros pertenecientes a sus clientes.

## Historia
El banco se fundó en 1874 con el nombre de Abbey Road Building Society (Banco Hipotecario de la Calle Abbey). En 1944 se fusionó con National Building Society adoptando el nombre de Abbey National. En la actualidad el nombre comercial es simplemente Abbey, y el nombre legal Abbey National plc.
En los años 90 se instaló en España bajo el nombre de Abbey National Bank, pero en 1998 vendió su red de oficinas a la Caja de Ahorros del Mediterráneo.
En noviembre de 2004, se convirtió en una subsidiaria de propiedad total del Banco Santander, con un cambio de marca en febrero de 2005. 
El 11 de enero de 2010, el negocio de ahorro de Bradford & Bingley, también propiedad de Banco Santander, se combinó con Abbey, y la entidad resultante pasó a llamarse Santander UK plc, operando bajo la marca Santander.